# Simpsonwüste

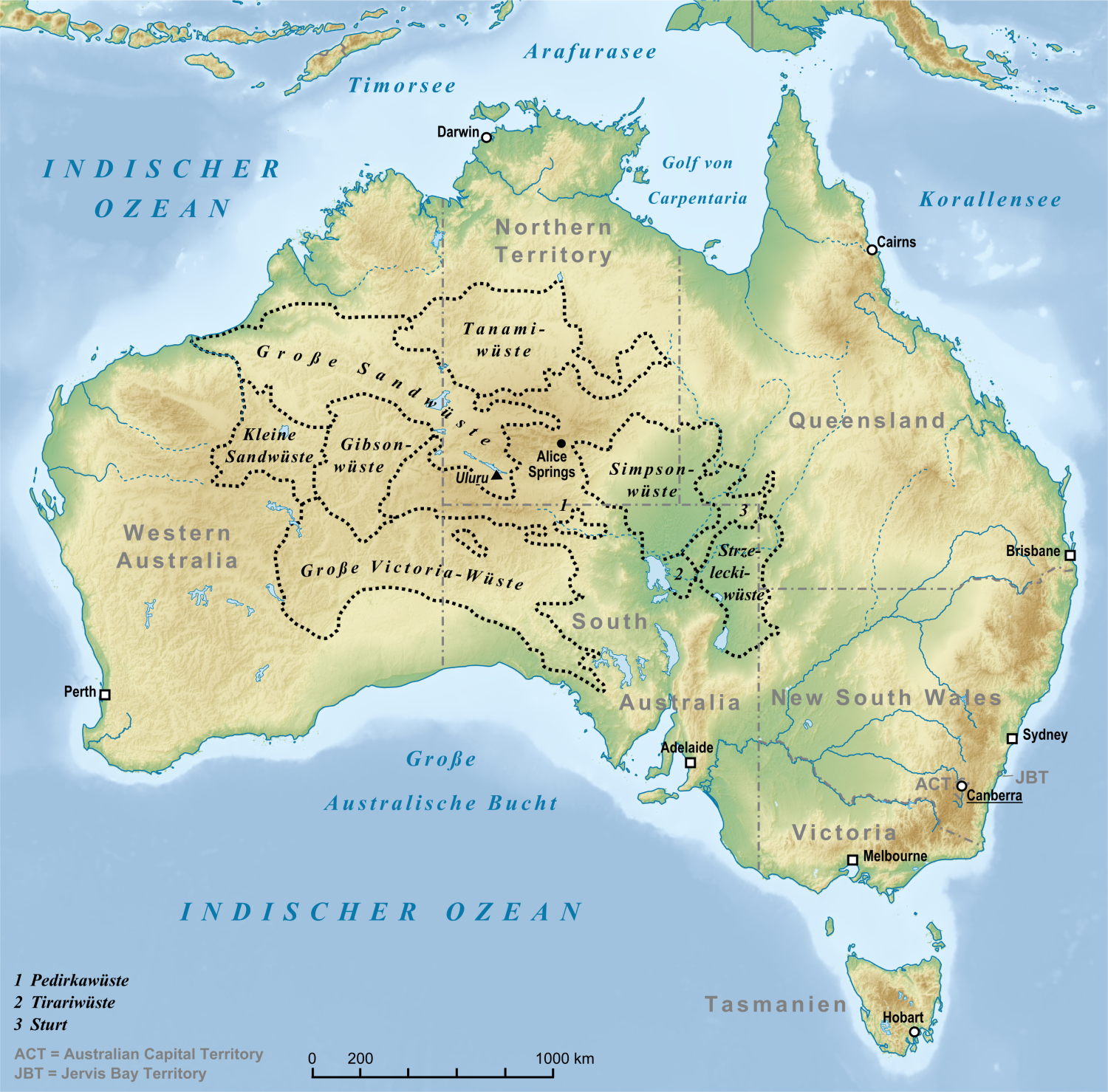
Australische Wüsten

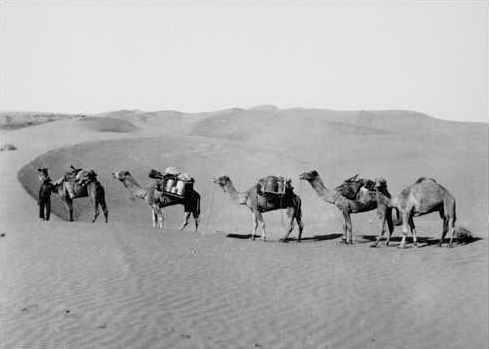
Historisches Bild einer Kamelkarawane in der Simpsonwüste

Die Simpsonwüste (englisch Simpson Desert) ist eine australische Wüste. Sie liegt zum größten Teil im Northern Territory und erstreckt sich über eine Fläche von 176.500 km². Die jährliche Niederschlagsmenge beträgt weniger als 150 mm. Die Tagestemperaturen können in den Sommermonaten bis 50 Grad Celsius steigen.

## Lage
Im Westen bildet der Finke River und die Mabel Range die Grenze der Wüste. Im Norden geht sie in die Adam Range über, während der Georgina und der Diamantina River die Ostgrenze darstellen. Im Süden liegt der Lake Eyre.

## Geschichte
Die Wüste ist seit mindestens 5000 Jahren von Aborigines bewohnt. Dazu gehören unter anderem Angehörige der Arrernte, Wangkamadla, Wangkangurru, Arabana, Karangura, Ngamini, Diyari und Jeljendi.
Der Forscher Charles Sturt war 1845 der erste Europäer, der diese Region besuchte. 1929 benannte der Entdecker und Geologe Cecil Madigan die Wüste nach Allen Simpson, einem australischen Philanthropen und Geographen. Erst 1936 schaffte es Edmund Colson als erster Weißer, die gesamte Wüste zu durchqueren.

## Beschreibung
Unter der Simpsonwüste liegt das Große Artesische Becken, ein großer Grundwasserspeicher. Von diesem tritt an mehreren Stellen Wasser an die Oberfläche, sowohl auf natürliche Weise durch artesischen Quellen (besonders in Dalhousie) als auch aufgrund von Bohrungen. Bedingt durch die enorme Ausbeutung des Grundwasserspeichers in den letzten Jahren ist die Wassermenge beträchtlich zurückgegangen und die Quellen drohen vollkommen zu versiegen.
In der Simpsonwüste liegen die längsten parallel von Norden nach Süden verlaufenden Sanddünen der Welt. Sie werden von der spärlichen Vegetation in Position gehalten und sind zwischen 3 m im Westen und 30 m im Osten hoch. Die bekannteste Düne, „Nappanerica“ oder auch „Big Red“ genannt, ist 40 m hoch.
Es gibt keine Straßen durch diese Wüste. Die wenigen Pisten, die in den 1960er- und 1970er-Jahren von Geologen angelegt wurden, können nur von gut ausgerüsteten Allradfahrzeugen benutzt werden. Ausgangspunkte sind die Städte Oodnadatta im Westen und Birdsville in Queensland. Ein Abschnitt der Commonwealth Railway Trans-Australian Line durchquert den westlichen Teil der Simpsonwüste.
Das South Australian Department for Environment and Heritage (DEH) beschloss im November 2008, die Simpsonwüste zwischen Dezember und März für Touristen zu schließen.

## Schutzgebiete
Der 10.144 km² große Munga-Thirri-Nationalpark schützt seit 1967 einen Teil des Wüstengebiets in Queensland. In South Australia schließt sich das 6.896 km² große strenge Schutzreservat Munga-Thirri/Simpson Desert Conservation Park an, der in das 29.159 km² große Munga-Thirri/Simpson Desert Regional Reserve – ein schwach geschütztes Ressourcenschutzgebiet übergeht. Beide Gebiete decken die gesamte Simpsonwüste in Südaustralien ab. Nur der Teil im Northern Territory hat keinen Schutzstatus.

## Flora und Fauna
Verglichen mit anderen australischen Wüsten fällt in der Simpsonwüste nur wenig Niederschlag. Sogar für die zähen Akazien und Eukalyptusbäume, die das Erscheinungsbild anderer Wüsten prägen, ist es zu trocken, und Büsche nehmen ihren Platz ein. Je näher man dem Zentrum der Wüste kommt, desto mehr weicht auch die Buschvegetation zurück, und bald sind Spinifexgräser die einzigen Pflanzen, die noch zu finden sind. Sie haben die Form kleiner Büsche und sind Lebensraum und Nahrung für die Tiere der Region.